# 네오셈
주식회사 네오셈(영어: Neosem)은 대한민국의 메모리 반도체 후공정 테스트 장비 기업이다.

## 역사
2002년에 설립되었으며, 2019년에 대신밸런스제3호 기업인수목적과의 합병을 통해 코스닥 시장에 상장하였다.

## 제품
레이저글라스관통전극(TGV)와 다이렉트이미징(DI) 노광기를 제조하며 고대역폭메모리(HBM) 장비를 삼성전자에 납품하고 있다.